# Prix Médicis
Le prix Médicis est un prix littéraire français fondé par Gala Barbisan et Jean-Pierre Giraudoux le 1er avril 1958 afin de couronner un roman, un récit, un recueil de nouvelles dont l'auteur débute ou n'a pas encore une notoriété correspondant à son talent. Historiquement attribué en même temps que le prix Femina à l'hôtel de Crillon, il est désormais décerné deux jours plus tard au restaurant La Méditerranée situé place de l'Odéon à Paris.

## Historique
En plus du prix Médicis, le prix Médicis étranger est attribué depuis 1970, et le prix Médicis essai depuis 1985.
En 2018, les membres du jury seront : Marianne Alphant, Michel Braudeau (président jusqu'en 2019), Marie Darrieussecq, Dominique Fernandez, Anne F. Garréta, Patrick Grainville, Andreï Makine, Frédéric Mitterrand, Pascale Roze et Alain Veinstein.

## Liste des lauréats du prix Médicis
| Année |  | Auteur                       | Ouvrage                             | Éditeur (xe fois)             | Notes                                                 |
| ----- |  | ---------------------------- | ----------------------------------- | ----------------------------- | ----------------------------------------------------- |
| 1958  |  | Claude Ollier                | La Mise en scène                    | Minuit                        |                                                       |
| 1959  |  | Claude Mauriac               | Le Dîner en ville                   | Albin Michel                  |                                                       |
| 1960  |  | Henri Thomas                 | John Perkins : suivi d'un scrupule  | Gallimard                     |                                                       |
| 1961  |  | Philippe Sollers             | Le Parc                             | Seuil                         |                                                       |
| 1962  |  | Colette Audry                | Derrière la baignoire               | Gallimard (2)                 |                                                       |
| 1963  |  | Gérard Jarlot                | Un chat qui aboie                   | Gallimard (3)                 |                                                       |
| 1964  |  | Monique Wittig               | L'Opoponax                          | Minuit (2)                    |                                                       |
| 1965  |  | René-Victor Pilhes           | La Rhubarbe                         | Seuil (2)                     |                                                       |
| 1966  |  | Marie-Claire Blais           | Une saison dans la vie d'Emmanuel   | Grasset                       | Première lauréate québécoise                          |
| 1967  |  | Claude Simon                 | Histoire                            | Minuit (3)                    |                                                       |
| 1968  |  | Elie Wiesel                  | Le Mendiant de Jérusalem            | Seuil (3)                     | Auteur américain écrivant en français                 |
| 1969  |  | Hélène Cixous                | Dedans                              | Grasset (2)                   |                                                       |
| 1970  |  | Camille Bourniquel           | Sélinonte ou la Chambre impériale   | Seuil (4)                     |                                                       |
| 1971  |  | Pascal Lainé                 | L'Irrévolution                      | Gallimard (4)                 |                                                       |
| 1972  |  | Maurice Clavel               | Le Tiers des étoiles                | Grasset (3)                   |                                                       |
| 1973  |  | Tony Duvert                  | Paysage de fantaisie                | Minuit (4)                    |                                                       |
| 1974  |  | Dominique Fernandez          | Porporino ou les Mystères de Naples | Grasset (4)                   |                                                       |
| 1975  |  | Jacques Almira               | Le Voyage à Naucratis               | Gallimard (5)                 |                                                       |
| 1976  |  | Marc Cholodenko              | Les États du désert                 | Flammarion                    |                                                       |
| 1977  |  | Michel Butel                 | L'Autre Amour                       | Mercure de France             |                                                       |
| 1978  |  | Georges Perec                | La Vie mode d'emploi                | Hachette                      |                                                       |
| 1979  |  | Claude Durand                | La Nuit zoologique                  | Grasset (5)                   |                                                       |
| 1980  |  | Jean-Luc Benoziglio          | Cabinet-portrait                    | Seuil (5)                     | Jean Lahougue refuse le prix pour Comptine des Height |
| 1981  |  | François-Olivier Rousseau    | L'Enfant d'Édouard                  | Mercure de France (2)         |                                                       |
| 1982  |  | Jean-François Josselin       | L'Enfer et Cie                      | Grasset (6)                   |                                                       |
| 1983  |  | Jean Echenoz                 | Cherokee                            | Minuit (5)                    |                                                       |
| 1984  |  | Bernard-Henri Lévy           | Le Diable en tête                   | Grasset (7)                   |                                                       |
| 1985  |  | Michel Braudeau              | Naissance d'une passion             | Seuil (6)                     |                                                       |
| 1986  |  | Pierre Combescot             | Les Funérailles de la Sardine       | Grasset (8)                   |                                                       |
| 1987  |  | Pierre Mertens               | Les Éblouissements                  | Seuil (7)                     | Premier lauréat belge                                 |
| 1988  |  | Christiane Rochefort         | La Porte du fond                    | Grasset (9)                   |                                                       |
| 1989  |  | Serge Doubrovsky             | Le Livre brisé                      | Grasset (10)                  |                                                       |
| 1990  |  | Jean-Noël Pancrazi           | Les Quartiers d'hiver               | Gallimard (6)                 |                                                       |
| 1991  |  | Yves Simon                   | La Dérive des sentiments            | Grasset (11)                  |                                                       |
| 1992  |  | Michel Rio                   | Tlacuilo                            | Seuil (8)                     |                                                       |
| 1993  |  | Emmanuèle Bernheim           | Sa femme                            | Gallimard (7)                 |                                                       |
| 1994  |  | Yves Berger                  | Immobile dans le courant du fleuve  | Grasset (12)                  |                                                       |
| 1995  |  | (ex æquo) Vassilis Alexakis  | La Langue maternelle                | Fayard                        |                                                       |
| 1995  |  | (ex æquo) Andreï Makine      | Le Testament français               | Mercure de France (3)         | Également prix Goncourt                               |
| 1996  |  | (ex æquo) Jacqueline Harpman | Orlanda                             | Grasset (13)                  | Auteure belge                                         |
| 1996  |  | (ex æquo) Jean Rolin         | L'Organisation                      | Gallimard (8)                 |                                                       |
| 1997  |  | Philippe Le Guillou          | Les Sept Noms du peintre            | Gallimard (9)                 |                                                       |
| 1998  |  | Homéric                      | Le Loup mongol                      | Grasset (14)                  |                                                       |
| 1999  |  | Christian Oster              | Mon grand appartement               | Minuit (6)                    |                                                       |
| 2000  |  | Yann Apperry                 | Diabolus in musica                  | Grasset (15)                  |                                                       |
| 2001  |  | Benoît Duteurtre             | Le Voyage en France                 | Gallimard (10)                |                                                       |
| 2002  |  | Anne F. Garréta              | Pas un jour                         | Grasset (16)                  |                                                       |
| 2003  |  | Hubert Mingarelli            | Quatre soldats                      | Seuil (9)                     |                                                       |
| 2004  |  | Marie Nimier                 | La Reine du silence                 | Gallimard (11)                |                                                       |
| 2005  |  | Jean-Philippe Toussaint      | Fuir                                | Minuit (7)                    | Auteur belge                                          |
| 2006  |  | Sorj Chalandon               | Une promesse                        | Grasset (17)                  |                                                       |
| 2007  |  | Jean Hatzfeld                | La Stratégie des antilopes          | Seuil (10)                    |                                                       |
| 2008  |  | Jean-Marie Blas de Roblès    | Là où les tigres sont chez eux      | Zulma                         | Également prix Jean-Giono et prix du roman Fnac       |
| 2009  |  | Dany Laferrière              | L'Énigme du retour                  | Grasset (18)                  | Premier lauréat haïtien                               |
| 2010  |  | Maylis de Kerangal           | Naissance d'un pont                 | Verticales                    |                                                       |
| 2011  |  | Mathieu Lindon               | Ce qu'aimer veut dire               | P.O.L                         |                                                       |
| 2012  |  | Emmanuelle Pireyre           | Féerie générale                     | L'Olivier                     |                                                       |
| 2013  |  | Marie Darrieussecq           | Il faut beaucoup aimer les hommes   | P.O.L (2)                     |                                                       |
| 2014  |  | Antoine Volodine             | Terminus radieux                    | Seuil (11)                    |                                                       |
| 2015  |  | Nathalie Azoulai             | Titus n'aimait pas Bérénice         | P.O.L (3)                     |                                                       |
| 2016  |  | Ivan Jablonka                | Laëtitia ou la Fin des hommes       | Seuil (12)                    |                                                       |
| 2017  |  | Yannick Haenel               | Tiens ferme ta couronne             | Gallimard (12)                |                                                       |
| 2018  |  | Pierre Guyotat               | Idiotie                             | Grasset (19)                  |                                                       |
| 2019  |  | Luc Lang                     | La Tentation                        | Stock                         |                                                       |
| 2020  |  | Chloé Delaume                | Le Cœur synthétique                 | Seuil (13)                    |                                                       |
| 2021  |  | Christine Angot              | Le Voyage dans l'Est                | Flammarion (2)                |                                                       |
| 2022  |  | Emmanuelle Bayamack-Tam      | La Treizième Heure                  | POL                           |                                                       |
| 2023  |  | Kevin Lambert                | Que notre joie demeure              | Le nouvel Attila / Héliotrope | Également prix Décembre 2023                          |
| 2024  |  | Julia Deck                   | Ann d'Angleterre                    | Seuil (14)                    |                                                       |